# 罗克韦尔 (罗讷河口省)
罗克韦尔（法語：Roquevaire，法語發音：[ʁɔkvɛʁ]）是法国罗讷河口省的一个市镇，属于马赛区。

## 地理
罗克韦尔（43°20'58"N, 5°36'17"E）面积23.83 平方千米，位于法国普罗旺斯-阿尔卑斯-蓝色海岸大区罗讷河口省，该省份为法国东南部沿海省份，北起沃克吕兹省，西接加尔省，南濒地中海，东临瓦尔省。
与罗克韦尔接壤的市镇（或旧市镇、城区）包括：阿洛、欧巴涅、奥里奥尔、拉代斯特鲁斯、热姆诺斯、佩潘。

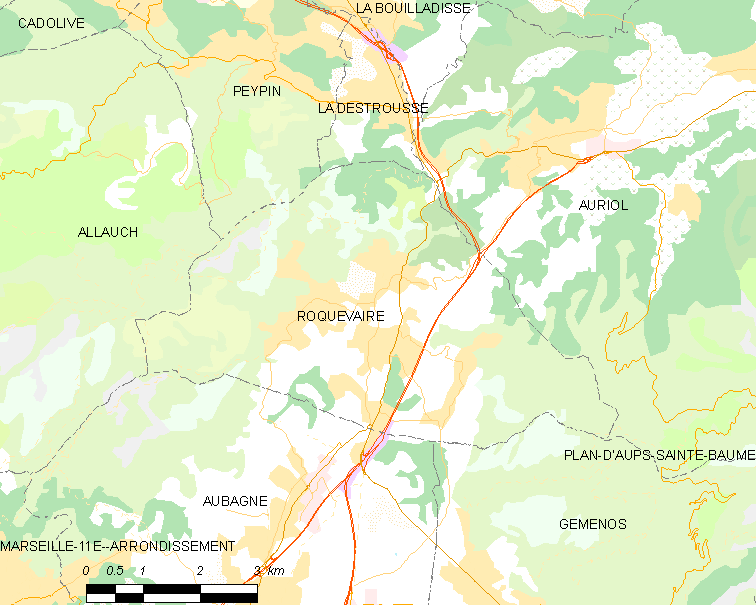
的OSM定位图

罗克韦尔的时区为UTC+01:00、UTC+02:00（夏令时）。

## 行政
罗克韦尔的邮政编码为13360，INSEE市镇编码为13086。

## 政治
罗克韦尔所属的省级选区为欧巴涅县。

## 人口

1962-2008年间人口变化图示

罗克韦尔于2022年1月1日时的人口数量为8823人。